# ヤキフ・ハンモ
ヤキフ・ハンモ（Iakiv Khammo、1994年6月11日- ）は、ウクライナのドネツィク出身の柔道家。階級は100kg超級。身長188cm。

## 人物
2013年のヨーロッパジュニア100kg超級で3位になった。2014年のヨーロッパジュニアで優勝すると、世界ジュニアでは3位になった。2015年にはヨーロッパ競技大会で3位になった。世界選手権では準々決勝で七戸龍に大外刈で敗れるも、その後の3位決定戦で韓国の金成民に裏投で一本勝ちして3位になった。2016年のリオデジャネイロオリンピックでは3回戦で敗れた。2021年の世界選手権では準々決勝でブラジルのラファエル・シルバに片手絞で敗れるも、その後の3位決定戦で元世界ジュニアチャンピオンであるジョージアのゲラ・ザアリシビリを裏投で破って3位になった。7月に日本武道館で開催された東京オリンピックでは準々決勝で原沢久喜に内股で敗れるなどして5位だった。
IJF世界ランキングは3224ポイント獲得で12位（25/2/17現在）。

## 主な戦績
- 2013年 - ヨーロッパジュニア 個人戦 3位 団体戦 3位
- 2013年 - 世界ジュニア 個人戦 7位 団体戦 3位
- 2014年 - ヨーロッパジュニア 個人戦 優勝 団体戦 2位
- 2014年 - 世界ジュニア 3位
- 2015年 - ヨーロッパオープン・ソフィア 2位
- 2015年 - グランプリ・ザグレブ 優勝
- 2015年 - ヨーロッパ競技大会 個人戦 3位 団体戦 3位
- 2015年 - 世界選手権 3位
- 2015年 - グランドスラム・パリ 5位
- 2015年 - グランドスラム・アブダビ 2位
- 2016年 - グランプリ・デュッセルドルフ 優勝
- 2016年 -　グランドスラム・バクー 優勝
- 2018年 - グランプリ・ザグレブ 3位
- 2018年 -　グランプリ・ハーグ 優勝
- 2019年 - グランプリ・テルアビブ 2位
- 2019年 - グランプリ・タシュケント 3位
- 2019年 -　グランドスラム・アブダビ 2位
- 2020年 -　グランプリ・テルアビブ 3位
- 2021年 -　ワールドマスターズ 3位
- 2021年 -　世界選手権 3位
- 2021年 -　東京オリンピック 5位
- 2022年 - ヨーロッパオープン・リッチョーネ 優勝
- 2024年 - ヨーロッパオープン・プラハ 優勝
- 2025年 - ヨーロッパオープン・ワルシャワ 優勝

（出典、JudoInside.com）